# Sposalizio del Mare
(Giosuè Carducci, Le nozze del mare (Poesie))

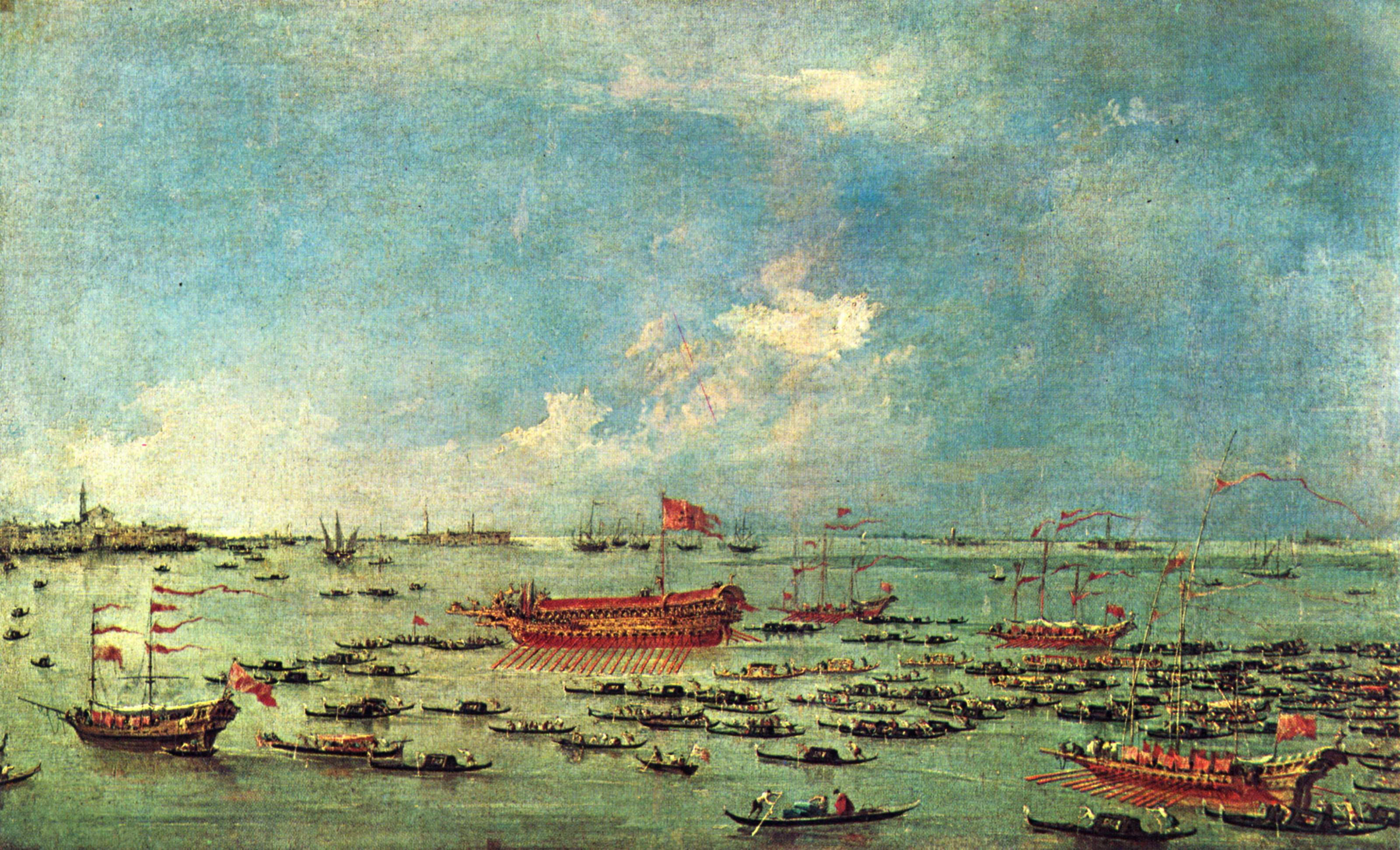
Francesco Guardi, Il Bucintoro naviga verso San Nicolò di Lido, il giorno dell'Ascensione (1775-1780)

Nella Repubblica di Venezia, lo Sposalizio del Mare (celebrato in occasione della Festa della Sensa, ossia dell'Ascensione) era una cerimonia che simboleggiava il dominio marittimo di Venezia. La cerimonia venne istituita intorno all'anno 1000 per commemorare la conquista della Dalmazia da parte del doge Pietro II Orseolo e fu scelto il giorno dell'Ascensione essendo lo stesso in cui il doge partì con la sua spedizione.

## Origini
I riti legati all'espiazione dei peccati verso il mare risalgono all'antichità, dove si ricordano episodi famosi, tra cui quello narrato da Erodoto relativo al lancio fatto da Policrate, tiranno di Samo, di un prezioso anello in mare per placare gli dei e quello di sant'Elena Imperatrice che lanciò un chiodo della Vera Croce nel Mar Adriatico per rendere i venti più favorevoli. Secondo l'archeologo Salomon Reinach "il matrimonio con il mare" dei veneziani deriverebbe da un antico rito pagano, fatto proprio dalla Chiesa in epoca successiva.

## Storia

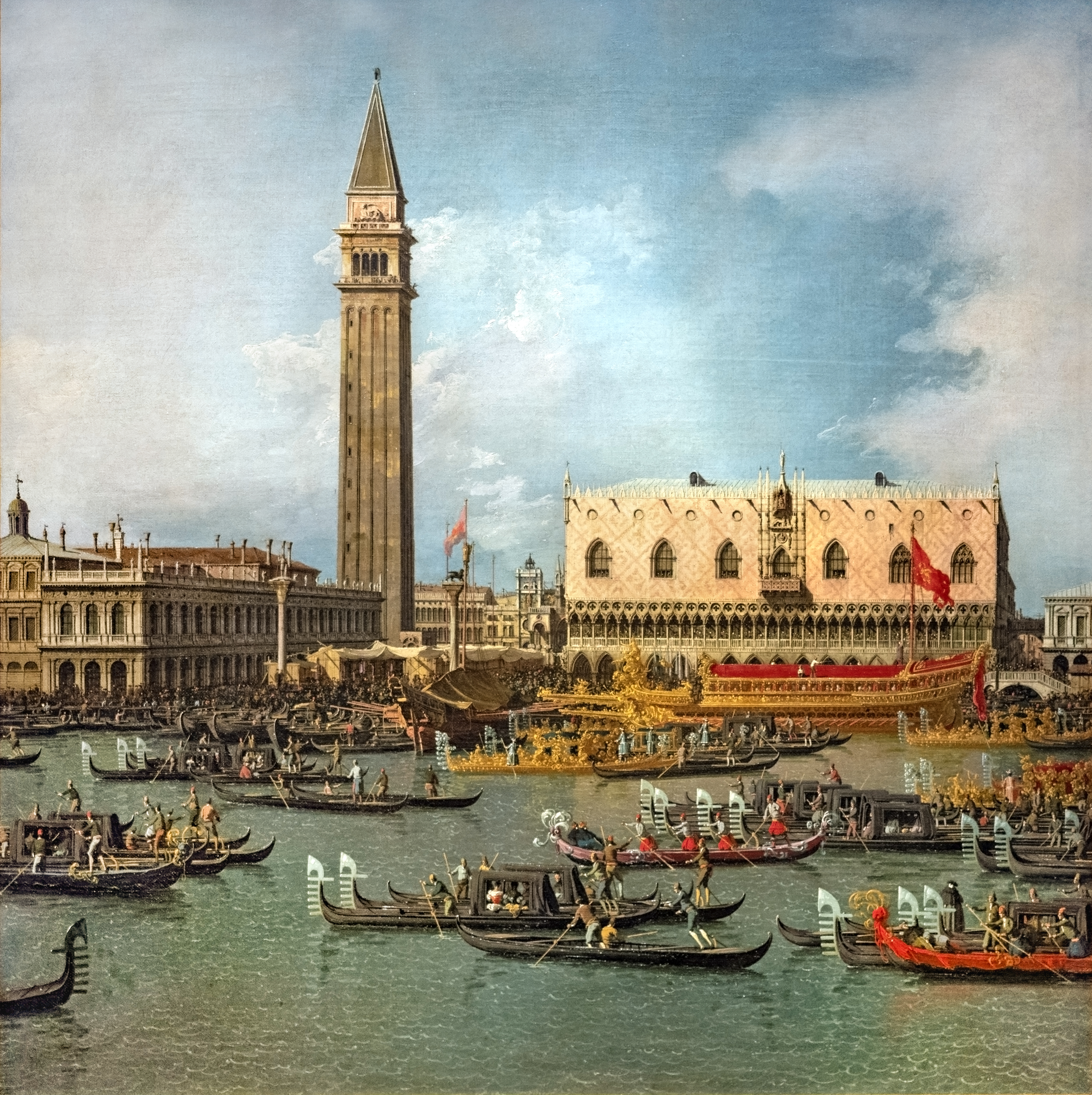
Canaletto, Il ritorno del Bucintoro nel Molo il giorno dell'Ascensione (1738)

La cerimonia aveva originariamente un carattere propiziatorio con il mare (benedictio maris). Si svolgeva con una solenne processione di imbarcazioni, guidata dalla nave del doge (dal 1253 il Bucintoro), che usciva dalla laguna attraverso la bocca di porto del Lido. Qui, nelle acque antistanti la chiesa dedicata a san Nicolò, patrono dei naviganti, veniva recitata una preghiera affinché «per noi e per tutti i navigatori il mare possa essere calmo e tranquillo»; successivamente il doge e gli altri venivano solennemente aspersi con l'acqua santa, il resto della quale veniva poi versato in mare mentre i sacerdoti intonavano «Asperges me hyssopo, et mundabor».
Nel 1177, secondo la leggenda su cui si basa il mito di Venezia, papa Alessandro III avrebbe conferito a questa antica cerimonia un carattere di sacralità, come ricompensa per i servizi offerti da Venezia nella lotta contro l'imperatore Federico Barbarossa, culminata nella battaglia di Salvore e la successiva Pace di Venezia. Anche la cerimonia dell'anello ha origini leggendarie e risale forse a un rito pagano. Ma la venuta a Venezia del 1177 ha fatto sì che questo evento facesse codificare tutta la tradizione leggendaria per scopi politici. Pertanto ogni anno il doge lasciava cadere un anello consacrato nel mare, e con le parole «Ti sposiamo, mare. In segno di vero e perpetuo dominio» dichiarava Venezia e il mare indissolubilmente uniti, ribadendo il possesso sul mare Adriatico.
(Formula rituale dello Sposalizio di Venezia col Mare)

## La cerimonia oggi
Dal 1965 il comune di Venezia organizza ogni anno, in occasione della festa dell'Ascensione, una rievocazione storica dell'antico sposalizio del mare.
Oggi la cerimonia è presieduta dal sindaco del comune di Venezia, il quale a bordo della "bissona" Serenissima raggiunge insieme ad un corteo di imbarcazioni la bocca di porto vicino alla chiesa di San Nicolò del Lido, dove getta l'anello benedetto dal patriarca di Venezia.
Questa manifestazione è accompagnata da regate in cui vengono indossati vecchi costumi tradizionali.
Nel tesoro della Basilica di San Marco è conservato un antico anello di un doge (non identificato) ripescato in tempi recenti e conservato a testimonianza dell'antico rito.

## In altre comunità

### Cervia

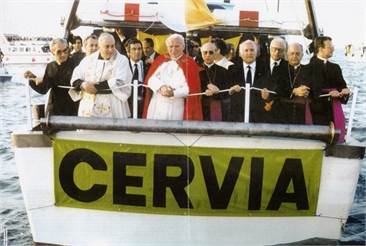
Giovanni Paolo II durante lo sposalizio del mare a Cervia (11 maggio 1986)

Anche a Cervia (provincia di Ravenna) vi è la tradizione dello sposalizio del mare, in ricordo dello scampato naufragio avvenuto il giorno dell'Ascensione dell'anno 1445 da parte del cardinale Pietro Barbo (successivamente eletto come papa Paolo II nel 1464), il quale per salvare se stesso e l'equipaggio dalle furie di una tempesta gettò in acqua il proprio anello pastorale. 
Nella cerimonia moderna l'arcivescovo della diocesi benedice il mare con le parole "Benedici, o Signore, il Mare Adriatico, in cui i cervesi e quelli che fanno affari con essi sono soliti navigare. Benedici queste acque, le navi che le solcano, i remiganti, i nocchieri, gli uomini, le merci"; successivamente viene gettato in acqua l'anello benedetto, che viene ripescato dai giovani cervesi suddivisi nelle squadre dei "pescatori dell'anello". L'11 maggio 1986 la cerimonia fu tenuta da papa Giovanni Paolo II.

### Pisa
Anche a Pisa si svolgeva questa cerimonia, per sottolineare lo stretto legame della Repubblica pisana e il mare, per l'appunto. 
Essendo una delle tante tradizioni soppresse dopo il dominio fiorentino, dopo il 1406 non è sopravvissuto quasi più nulla se non qualche memoria raccolta da Michel de Montaigne nel 1581.
Tale cerimonia, il 6 luglio, si svolgeva in due fasi: un pellegrinaggio a San Piero a Grado per portare la reliquia di San Clemente dalla Primaziale alla Basilica di San Pietro Apostolo. Da qui, in barca, si continuava fino in mare aperto dove il vescovo, che aveva guidato tutta la processione, gettava un anello.
Da altre fonti (Lamento di Pisa di Puccino d'Antonio e da Raffaello Roncioni) sappiamo che ci doveva essere una "gran barca tutta ornata d'oro accompagnata da cento galee":
|    | Chi potrebbe vantandosi mai dire        |
|    | diletto avuto pari, né maggiore         |
|    | di me, quanto nel core                  |
|    | m’era, a vedere le quete maree,         |
| 5  | accompagnata da cento galee             |
|    | in una barca tutta ornata d’oro,        |
|    | e per suo concistoro                    |
|    | donzelle e donzelletti in compagnia?    |
|    | Al mondo non fu mai tal melodia         |
| 10 | di canti, di viole e di liuti           |
|    | di piffari e di fiuti,                  |
|    | d’arpe, d’organetti e di salteri.       |
|    | Qual potrebbe esser mai maggior piaceri |
|    | come del popol mio non stando indarno   |
| 15 | per lo bel fiume d’Arno,                |
|    | andar vedendo tanta gentilezza!         |

Oggi viene ricordata simbolicamente nei primi giorni di luglio con un viaggio in battello dal centro di Pisa fino al mare aperto, dove l'anello viene gettato in mare da una bambina rappresentante Pisa dopo che sono state lette le strofe del Lamento di Pisa sopra riportate.

## Polonia
Nel 1920 e successivamente nel 1945 vi furono diverse cerimonie simboliche denominate matrimonio della Polonia con il mare (in lingua polacca: Zaślubiny Polski z morzem) per celebrare la riconquista del Mar Baltico da parte della Polonia.